# 中興新洲
中興新洲，別名臺北島，是位於臺灣淡水河的一處河中沙洲，大概位於中興橋靠臺北市側，屬新北市三重區轄管，可從中興橋上的樓梯登島。1956年為避颱風洪水，曾強制撤離水門外沙洲居民，原有房屋全部拆除，居民返鄉或安置於興雅國民學校:3:3。在臺北地區防洪計畫中，此地被劃入洪水平原一級管制區，僅能種植短莖作物。

## 名稱
中興新洲本無名，文獻中有淡水河中浮洲、中洲等泛稱。隨著臺北堤防、橋樑的興建，嘗以周圍設施特指該處沙洲，如淡水河五號水門外浮洲、淡水河疏散橋下沙洲、一江大橋沙洲、中興橋沙洲、中興島、中興橋浮覆地等稱呼。:6
1958年底，臺北縣將之命名為中興新洲。:3。2012年11月的臺灣新聞報導中，稱此地為臺北島。

## 登島方式
出入口位於中興橋上的樓梯，可從樓梯登島。或利用水上摩托車和船自淡水河登島。

## 歷史
該沙洲原為大科崁溪與艋舺河之間的高灘地，曾與江仔翠庄十二埒相連。清代曾為二重埔渡口及艋舺蕃薯市街大溪渡口的擺渡之中繼點。日治時期，高灘地與十二埒分離，南側沖失退縮，北側沖積發育，逐漸往大稻埕方向遷移。
中興新洲的土地利用，最晚在臺灣日治時期已有人至沙洲上開墾，辦理了土地所有權登記，有買賣行為。:3:118

#### 1956年強制撤離
1956年7月下旬，西太平洋生成颱風萬達。7月31日，颱風穿越琉球向東海行進，西北颱為淡水河流域山區帶來豐沛降水。8月1日，洪水行至淡水河下游，五號水門外沙洲約有1,700人被強制撤離至臺北市的福星、永樂兩國小收容所暫住。此事引發社會各界對沙洲用途的討論。:38月1日，臺北市政府公告禁止在沙洲上興建任何違章建築。:3
颱風遠離後，8月2、3日，臺北市政府至沙洲上，拆除棚屋一百多間。中華民國政府對撤離至收容所的災民進行調查，合計350戶，1,619人。其中願返鄉的登記災民當中，有38人在沙洲上有戶籍。350戶當中，80%來自彰化縣、雲林縣、臺南縣。臺北市政府提供返鄉車票及救濟金物品，勸返居民返鄉謀生。:3:3:3臺北市政府原規劃在五分埔搭建竹屋安置沙洲災民，完工前暫置興雅國校，至11月仍未完工，國校學生因而分散上課。:3:3

#### 1958年中興橋通車，得名中興新洲
1957年，淡水河疏散橋開工興建，跨越了此沙洲。1958年，時任中華民國國民大會主席團主席何應欽向臺北市政府建議，可將該地闢為遊樂園，經過研究，發現沙洲雖位在主河道以東，卻不屬於臺北市轄區，應由臺灣省臺北縣管理。
1958年6月，臺北縣政府、臺北市政府會商，捨棄「一江大橋」、「介壽大橋」兩建議名，重新將淡水河疏散橋命名為中興大橋，訂於9月1日通車。:3
同年12月24日，第四屆臺北縣議會第六次臨時會動議，請名為中興新洲。:3:168。

#### 1959年反收回土地運動
1959年，傳出臺北縣政府有意將放租給農民耕種的土地收回，另行興建遊樂場。此說一出，農民反對。3月19日時任臺北縣議員林媽成發言，稱沙洲上耕作農民有三千餘人，在日治時期已承租該地，卻在中興橋通車之後收到臺北縣政府通知，不准續租。傳聞已有商人向時任國民大會主席團主席何應欽、臺灣省議會議長黃朝琴等人關說，遞出興建大規模樂園的申請。:33月底，農民繼續向臺北縣議會請願，稱沙洲上生產的蔬菜每年供應給臺北市達一百萬公斤以上，若收回土地將使生活陷入困難。:35月8日，臺北縣議會通過提議案，請臺北縣政府，勿收回土地轉租給商人興建遊樂場。:3